# Park Joon-geum
Pour les articles homonymes, voir Park.
Dans ce nom coréen, le nom de famille, Park, précède le nom personnel.
Park Joon-geum (coréen : 박준금) née le 29 juillet 1962 à Chuncheon, est une actrice sud-coréenne.

## Biographie

### Jeunesse et formation
Ell est née à Chuncheon dans la province Gangwon.
Elle est une ancienne élève du département de danse de l'université Kyung Hee. Elle est également professeur invité au Collège d'ingénierie culturelle et artistique de l'université nationale de Kangwon,.

### Carrière
Elle fait ses débuts d'actrice en 1982 dans la série télévisée Innocent love de KBS.
Elle est connue pour son rôle dans The Heirs, elle est également apparue dans; Secret Garden et Rooftop Prince.

## Filmographie

### Télévision
- 2010 : Secret Garden : Moon Boon-hong
- 2012 : Rooftop Prince : Yong Seol-hee
- 2013 : A Hundred Year Legacy : Do Do-hee
- 2013 : The Heirs : Jung Ji-suk
- 2013 : Emergency Couple : Yoon Seong-sook
- 2016 : Descendants of the Sun : La mère de Lee Chi-hoon